# Pycnophyllopsis muscosa
Pycnophyllopsis muscosa là loài thực vật có hoa thuộc họ Cẩm chướng. Loài này được Skottsb. miêu tả khoa học đầu tiên năm 1916.